# Paul Ritchie (producteur)
Pour les articles homonymes, voir Paul Ritchie et Ritchie.
Paul Ritchie est un producteur de cinéma indépendant britannique.

## Filmographie
- 2000 : Dead Babies (en) de William Marsh
- 2001 : Large (en) de Justin Edgar
- 2001 : Me Without You de Sandra Goldbacher
- 2002 : Joue-la comme Beckham de Gurinder Chadha
- 2004 : Suzie Gold (en) de Ric Cantor
- 2004 : Piccadilly Jim (en) de John McKay (en)
- 2005 : The Descent de Neil Marshall
- 2006 : Penelope de Mark Palansky
- 2007 : Les Faucheurs de Dario Piana
- 2008 : Slumdog Millionaire de Danny Boyle
- 2008 : Eden Lake de James Watkins
- 2009 : Nowhere Boy de Sam Taylor-Johnson
- 2009 : The Descent 2 de Jon Harris
- 2011 : The Decoy Bride (en) de Sheree Folkson
- 2011 : Brighton Rock de Rowan Joffé
- 2012 : Love Bite (en) de Andy De Emmony
- 2012 : La Dame en noir de James Watkins
- 2013 : Diana de Oliver Hirschbiegel
- 2015 : Mr. Holmes de Bill Condon
- 2021 : Hitman and Bodyguard 2 de Patrick Hughes